# Guy Kawasaki
Guy Kawasaki (nascido no dia 30 de agosto de 1954) é um dos maiores especialistas mundiais nas áreas de Tecnologia e Marketing.
Ele é um proeminente capitalista de risco do Vale do Silício, autor best-seller e conselheiro da Apple Inc.. 
Ele foi um dos funcionários da Apple originalmente responsáveis pelo marketing do computador Macintosh em 1984. É atualmente Diretor-Gerente da Garage Technology Ventures, sua empresa de capital de risco, e é parceiro de startups como Truemors e o agregador RSS Alltop. Ele também é reconhecido como um famoso blogger.